# تاريخ كاليفورنيا

المستكشف البرتغالي خوان رودريغز كابريو يرفع علم الإمبراطورية الإسبانية على كاليفورنيا في 1542.

يمكن تقسيم تاريخ كاليفورنيا إلى فترة الأمريكيين الأصليين (منذ حوالي 10000 عام حتى 1542)، وفترة الاستكشاف الأوروبية (1542-1769)، وفترة الاستعمار الإسباني (1769-1821)، والفترة المكسيكية (1821-1848)، ودولة الولايات المتحدة (9 سبتمبر 1850 حتى الآن). كانت كاليفورنيا واحدة من أكثر المناطق تنوعًا ثقافيًا ولغويًا في أمريكا الشمالية قبل كولومبوس. بعد الاتصال بالمستكشفين الإسبان، مات معظم الأمريكيين الأصليين بسبب الأمراض الأجنبية وحملات الإبادة الجماعية.
بعد بعثة بورتولا في 1769-1770، بدأ المبشرون الإسبان في إعداد 21 بعثة في كاليفورنيا على أو بالقرب من ساحل ألتا في كاليفورنيا، بدءًا من مهمة سان دييغو دي ألكالا بالقرب من موقع مدينة سان دييغو الحديثة في كاليفورنيا. خلال نفس الفترة، بَنَت القوات العسكرية الإسبانية عدة حصون (بريسيديوس) وثلاث مدن صغيرة (بويبلوس). تطورت مدينتان من هذه المدن في النهاية إلى مدينتي لوس أنجلوس وسان خوسيه. بعد فوز المكسيك باستقلالها عام 1821، وقعت ولاية كاليفورنيا تحت سلطة الإمبراطورية المكسيكية الأولى. خوفًا من تأثير الكنيسة الرومانية الكاثوليكية على دولتهم المستقلة حديثًا، أوقفت الحكومة المكسيكية جميع البعثات وأممت ممتلكات الكنيسة. وتركوا وراءهم عددًا صغيرًا من جماعة «كاليفورنيو» (من أصل إسباني أبيض)، الذين كانوا حوالي عدة آلاف من العائلات، مع عدد قليل من الحاميات العسكرية الصغيرة. بعد الحرب المكسيكية الأمريكية 1846-1848، أُجبرت المكسيك على التنازل عن أي مطالبة بولاية كاليفورنيا لصالح الولايات المتحدة.
اجتذبت حمى الذهب في كاليفورنيا 1848-1855 مئات الآلاف من الشباب الطموحين من جميع أنحاء العالم. فقط عدد قليل من الرجال أصبحوا ثريين، وعاد الكثيرون إلى ديارهم بخيبة أمل. قدر معظمهم الفرص الاقتصادية الأخرى في ولاية كاليفورنيا، وخاصة في الزراعة، وجلبوا عائلاتهم للانضمام إليهم. أصبحت كاليفورنيا الولاية الأمريكية الحادية والثلاثين في تسوية عام 1850 ولعبت دورًا صغيرًا في الحرب الأهلية الأمريكية. تعرض المهاجرون الصينيون بشكل متزايد للهجوم من قبل السكان الأصليين، وأجبروا على ترك الصناعة والزراعة والالتحاق بالحي الصيني في المدن الكبرى. مع تلاشي الذهب، أصبحت كاليفورنيا بشكل متزايد مجتمعًا زراعيًا عالي الإنتاجية. ربط مجيء السكك الحديدية في عام 1869 اقتصادها الغني ببقية البلاد، وجذب تدفقًا ثابتًا من المستوطنين. في أواخر القرن التاسع عشر، بدأ جنوب كاليفورنيا، وخاصة لوس أنجلوس، في النمو بسرعة.

## تاريخ كاليفورنيا قبل عام 1900

### فترة ما قبل الاتصال
عاشت قبائل مختلفة من الأمريكيين الأصليين في المنطقة التي تُعرف الآن بكاليفورنيا منذ حوالي 13000 إلى 15000 عام. سكنت المنطقة أكثر من 100 قبيلة وعصابة. تتراوح التقديرات المختلفة لسكان الأمريكيين الأصليين في كاليفورنيا خلال فترة ما قبل أوروبا من 100 ألف إلى 300 ألف. كان سكان كاليفورنيا يشكلون حوالي ثلث جميع الأمريكيين الأصليين في الأرض التي تحكمها الآن الولايات المتحدة.
مارس البستانيون الأصليون أشكالًا مختلفة من البستنة الحرجية وزراعة أعواد النار في الغابات والأراضي العشبية والأراضي الحرجية المختلطة والأراضي الرطبة، مما ضمن لهم استمرار توافر الأغذية والأدوية المرغوبة. تحكم السكان الأصليون في النار بشكل موضعي لإنشاء بيئة حرائق منخفضة الكثافة لتسهيل نمو المواد الغذائية، وقد تكون هذه الطريقة حافظت على زراعة منخفضة الكثافة، والتي تُعتبر أحد أشكال الزراعة المعمرة «البرية».

### الاستكشاف الأوروبي
كان كاليفورنيا هو الاسم الذي أطلق على جزيرة أسطورية يسكنها فقط محاربو الأمازون الجميلين، بحسب الأساطير اليونانية، باستخدام أدوات وأسلحة ذهبية في الرواية الرومانسية الشهيرة في أوائل القرن السادس عشر Las Sergas de Esplandián (مغامرات إسبلانديان) للمؤلف الإسباني جارثي رودريجيث دي مونتالبو. طُبِع هذا الخيال الإسباني الشهير في عدة طبعات مع نشر أقدم طبعة باقية حوالي عام 1510. عند استكشاف باجا كاليفورنيا اعتقد المستكشفون الأوائل أن شبه جزيرة باجا كاليفورنيا كانت جزيرة وأطلقوا عليها اسم كاليفورنيا. بدأ صانعو الخرائط في استخدام اسم «كاليفورنيا» لتسمية المنطقة غير المكتشفة على الساحل الغربي لأمريكا الشمالية.
اكتشف المستكشفون الأوروبيون من إسبانيا وإنجلترا ساحل المحيط الهادئ في كاليفورنيا بداية من منتصف القرن السادس عشر. استكشف فرانسيسكو دي أولوا الساحل الغربي للمكسيك حاليًا بما في ذلك خليج كاليفورنيا، وأثبت أن باجا كاليفورنيا كانت شبه جزيرة، ولكن على الرغم من اكتشافاته، استمرت الأسطورة في الدوائر الأوروبية بأن كاليفورنيا جزيرة.
وفرت الشائعات عن المدن الثرية الرائعة التي تقع في مكان ما على طول ساحل كاليفورنيا، بالإضافة إلى ممر شمالي غربي محتمل طريقًا أقصر بكثير إلى جزر الهند، وقدمت حافزًا لمزيد من الاستكشاف.

### أول اتصال أوروبي (1542)
كان أول الأوروبيين الذين اكتشفوا ساحل كاليفورنيا أعضاء في رحلة إبحار إسبانية بقيادة الكابتن خوان رودريغيز كابريلو التي أرسلها نائب الملك في إسبانيا الجديدة (المكسيك الحديثة). دخلوا خليج سان دييغو في 28 سبتمبر 1542، ووصلوا على الأقل إلى أقصى الشمال حتى جزيرة سان ميغيل. وجد كابريلو ورجاله أنه لا يوجد شيء مهم يمكن للإسبان استغلاله بسهولة في كاليفورنيا التي تقع في أقصى حدود الاستكشاف والتجارة بالنسبة لإسبانيا، وبقيت غير مستكشفة وغير مستقرة حتى الـ 234 عامًا القادمة.
صورت بعثة كابريلو السكان الأصليين على أنهم يعيشون على مستوى الكفاف في مزارع صغيرة من مجموعات عائلية ممتدة من 100 إلى 150 شخصًا. لم يكن لديهم زراعة ظاهرة مثلما يفهمها الأوروبيون، ولا حيوانات أليفة باستثناء الكلاب، ولا فخار. كانت أدواتهم مصنوعة من الخشب والجلد والسلال المنسوجة والشبكات والحجر والقرن، وكانت بعض الملاجئ مصنوعة من الأغصان والطين. بنوا بعض المساكن بالحفر في الأرض من قدمين إلى ثلاثة أقدام ثم مأوى من الأغصان مغطى بجلود الحيوانات و / أو الوحل. لم تشاهد بعثة كابريلو أقصى شمال كاليفورنيا، حيث تتكون العمارة التقليدية الداخلية إلى حد ما من الخشب الأحمر المستطيل أو من خشب الأرز من منازل شبه أرضية.

### افتتاح طريق التجارة الهندية الشرقية الإسبانية (1565)
في عام 1565، طور الإسبان طريقًا تجاريًا أخذوا عبره الذهب والفضة من الأمريكتين وقاموا بتداولها مقابل البضائع والتوابل من الصين ومناطق آسيوية أخرى. أقام الإسبان قاعدتهم الآسيوية الرئيسية في مانيلا بالفلبين وحكموها من مكسيكو سيتي ومدريد. تضمنت التجارة مع المكسيك مرورًا سنويًا للطائرات الشراعية. اتجهت سفن الجاليون المتجهة شرقًا شمالًا إلى خط عرض 40 درجة ثم اتجهت شرقًا لاستخدام الرياح والتيارات التجارية الغربية. بعد عبور معظم المحيط الهادئ، وصلت هذه القوارب إلى مكان ما بالقرب من كيب ميندوسينو، على بعد حوالي 300 ميل (480 كم) شمال سان فرانسيسكو، عند خط عرض 40 درجة تقريبًا. استطاعوا بعد ذلك الإبحار جنوبًا أسفل ساحل كاليفورنيا باستخدام الرياح المتاحة وتيار كاليفورنيا المتدفق جنوبًا حوالي 1 ميل في الساعة (1.6 كم / ساعة). بعد الإبحار حوالي 1500 ميل (2400 كم) جنوبًا، وصلوا في النهاية إلى ميناء وطنهم في المكسيك.
وصل أول الآسيويين إلى ما يمكن أن يكون الولايات المتحدة في عام 1587، عندما وصل العبيد والسجناء والطاقم الفلبيني على متن سفن نوفوهيسبانيك في خليج مورو في طريقهم إلى وسط إسبانيا الجديدة (المكسيك).